# ان‌جی‌سی ۷۲۵۷
ان‌جی‌سی ۷۲۵۷ (انگلیسی: NGC 7257) نام یک کهکشان در صورت فلکی دلو است.